# Almersbach
Almersbach település Németországban, Rajna-vidék-Pfalz tartományban. Lakosainak száma 398 fő (2023. december 31.).

## Népesség
A település népességének változása:
| Lakosok száma | 422  | 392  | 407  | 411  | 407  | 398  |
|               | 1975 | 2017 | 2019 | 2021 | 2022 | 2023 |